# Saison 1975-1976 du Stade rennais FC
Maillots
Chronologie
Saison précédente Saison suivante
La saison 1975-1976 du Stade rennais football club débute le 23 août 1975 avec la première journée du Championnat de France de Division 2, pour se terminer le 9 juin 1976 avec une défaite pour l'attribution de champion de France de D2, synonyme néanmoins de promotion en Division 1.
Le Stade rennais FC est également engagé en Coupe de France.

## Résumé de la saison
Pour la première fois depuis 1957-1958, le Stade rennais évolue en deuxième division. Loin des fastes de ses victoires en Coupe de France de 1965 et 1971, le SRFC va évoluer une saison durant sur des terrains qu'il n'a peu, voire jamais fréquenté puisque depuis sa dernière accession, le passage à une D2 « open » en 1970 ayant ouvert les perspectives de nombreux clubs. Chose significative, le Stade rennais, longtemps seul club professionnel breton, retrouve désormais sur sa route ses voisins brestois et lorientais, et doit faire face à la concurrence non moins encombrante du Stade lavallois.
La descente en D2 s'accompagne évidemment de nombreux départs. Le latéral droit Alain Cosnard, titulaire inamovible depuis 1968, prend sa retraite professionnelle ; Raymond Keruzoré et Loïc Kerbiriou, devenus indésirables après s'être attiré les foudres de leurs coéquipiers, partent également sous d'autres cieux ; Fantamady Keita, en désaccord avec les dirigeants du club, s'exile aux États-Unis ; enfin, Philippe Redon rejoint le Red Star. Malgré tout, une certaine continuité s'esquisse. Antoine Cuissard reste en poste, et le club parvient surtout à conserver son attaquant-vedette Laurent Pokou.
Celui-ci met à profit le début de saison pour s'illustrer. Rapidement, le Stade rennais s'installe à la première place du classement, la seule qui assure à son détenteur la remontée en D1. Lors des onze premières journées, Pokou inscrit pas moins de 17 buts, dont un quadruplé et un triplé, ce qui suffira à faire de lui le meilleur buteur rennais de la saison. L'Ivoirien est finalement stoppé dans son élan le 8 novembre, une grave blessure consécutive à un choc avec le gardien de Châteauroux le mettant - pour longtemps - sur la touche : d'abord annoncé comme victime d'une simple entorse, l'attaquant doit finalement être opéré, ce qui compromet le reste de sa saison. Loin de se laisser abattre, l'équipe continue sa marche en avant, et se livre à une lutte sans-merci avec son homologue du Stade lavallois, qui devient son dauphin dès la sixième journée. Les deux clubs ne se lâcheront plus, se disputant la première place jusqu'à l'ultime journée.
C'est dans ce contexte que les recrues rennaises s'illustrent, au premier rang desquels Albert Poli et Michel Cougé, de même que plusieurs « jeunes pousses » du club, comme Patrick Delamontagne, Jean-Luc Arribart ou Jean-Paul Rabier. L'absence de Pokou, malgré un coup de mou de l'équipe en novembre, réussit à être compensée par Cougé, avant d'être définitivement oubliée grâce à l'arrivée du Polonais Jerzy Wilim. Recruté en février, Wilim fait ses débuts pour un match au couteau contre Laval. Totalement inconnu jusqu'alors, ne connaissant ni ses coéquipiers, ni ne parlant le français, il réussit pourtant un doublé et donne une passe décisive, se mettant dans la poche les 25 147 spectateurs d'un stade de la route de Lorient bien rempli. Avec seize buts en seize matchs de championnat, Wilim contribuera lui aussi à la bonne saison rennaise.
Cette dernière est cependant assombrie par les nouvelles difficultés financières du club. Il lui faudra un prêt du Groupement et un geste de la Banque populaire de l'ouest pour éviter la banqueroute. La Coupe de France ne vient pas non plus pimenter la saison rennaise, le club venant difficilement à bout du Véloce vannetais aux tirs au but avant de chuter - comme la saison précédente - sur le FC Metz en seizièmes de finale. Reste que l'essentiel est acquis au soir de la 34e journée : une dernière victoire à domicile sur Boulogne-sur-Mer assure sa remontée en D1 au Stade rennais. La double confrontation perdue face au SCO Angers pour l'attribution du titre de champion de France de deuxième division restera elle anecdotique.

## Transferts en 1975-1976
| Nom               | Nationalité | Provenance/Destination |
| Arrivées          |             |                        |
| Michel Cougé      | France      | Stade lavallois        |
| Bertrand Marchand | France      | ES Éréac               |
| Gilles Mourgaud   | France      | Limoges FC             |
| Albert Poli       | France      | Paris Saint-Germain    |
| Michel Simon      | France      | SO Cholet              |
| Jerzy Wilim       | Pologne     | AKS Niwka Sosnowiec    |
| Départs           |             |                        |
| Alain Cosnard     | France      | US Gétigné             |
| Fantamady Keita   | Mali        | Philadelphie           |
| Loïc Kerbiriou    | France      | Cormorans de Penmarc'h |
| Raymond Keruzoré  | France      | Stade lavallois        |
| Charles Léa Eyoum | Cameroun    | Amicale de Lucé        |
| Yves Le Floch     | France      | Stade briochin         |
| Philippe Redon    | France      | Red Star FC            |

## Effectif de la saison
| Poste¹ | Nat.² | Nom                  | Naissance         | Sélection³ | Championnat | Championnat | Coupe France | Coupe France | Total Saison | Total Saison | Notes                          |
| Poste¹ | Nat.² | Nom                  | Naissance         | Sélection³ | M           | But inscrit | M            | But inscrit  | M            | But inscrit  | Notes                          |
| ------ | ----- | -------------------- | ----------------- | ---------- | ----------- | ----------- | ------------ | ------------ | ------------ | ------------ | ------------------------------ |
| M      | MAR   | Houssaine Anafal     | 15 septembre 1952 | A          | 33          | 7           | 3            | 0            | 36           | 7            |                                |
| M      | FRA   | Jean-Luc Arribart    | 9 mars 1955       | -          | 19          | 2           | 2            | 0            | 21           | 2            |                                |
| A      | FRA   | Alain Bernard        | 25 septembre 1953 | -          | 26          | 6           | 0            | 0            | 26           | 6            |                                |
| G      | FRA   | Daniel Bernard       | 29 septembre 1949 | -          | 30          | 0           | 5            | 0            | 35           | 0            |                                |
| D      | FRA   | Dominique Blin       | 20 février 1952   | -          | 1           | 1           | 0            | 0            | 1            | 1            |                                |
| A      | FRA   | Michel Cougé         | 11 juin 1954      | -          | 13          | 5           | 5            | 3            | 18           | 8            |                                |
| A      | FRA   | Patrick Delamontagne | 18 juin 1957      | -          | 16          | 9           | 2            | 0            | 18           | 9            |                                |
| A      | FRA   | Pierre Dell'Oste     | 6 octobre 1947    | -          | 27          | 7           | 5            | 1            | 32           | 8            |                                |
| A      | FRA   | Hervé Guermeur       | 12 février 1949   | -          | 35          | 7           | 5            | 3            | 40           | 10           |                                |
| G      | FRA   | Pierrick Hiard       | 27 avril 1955     | -          | 6           | 0           | 0            | 0            | 6            | 0            |                                |
| D      | FRA   | Bertrand Marchand    | 27 avril 1953     | -          | 3           | 0           | 0            | 0            | 3            | 0            |                                |
| D      | FRA   | Gilles Mourgaud      | 9 août 1953       | -          | 13          | 0           | 2            | 0            | 15           | 0            |                                |
| D      | FRA   | Daniel Périault      | 16 avril 1946     | -          | 34          | 0           | 5            | 0            | 39           | 0            |                                |
| D      | FRA   | Alain Philippe       | 1er mars 1953     | -          | 20          | 1           | 5            | 0            | 25           | 1            |                                |
| A      | CIV   | Laurent Pokou        | 20 août 1947      | A          | 12          | 17          | 0            | 0            | 12           | 17           |                                |
| M      | FRA   | Albert Poli          | 17 mai 1945       | -          | 35          | 3           | 5            | 1            | 40           | 4            |                                |
| D      | FRA   | Jean-Paul Rabier     | 25 janvier 1955   | -          | 33          | 0           | 3            | 0            | 36           | 0            |                                |
| D      | FRA   | Alain Rizzo          | 13 octobre 1949   | -          | 34          | 0           | 5            | 0            | 39           | 0            |                                |
| A      | FRA   | Michel Simon         | 31 août 1954      | -          | 17          | 6           | 4            | 4            | 21           | 10           |                                |
| A      | POL   | Jerzy Wilim          | 14 août 1941      | A          | 16          | 16          | 2            | 0            | 18           | 16           | Arrive en février de Sosnowiec |

- 1 : G, Gardien de but ; D, Défenseur ; M, Milieu de terrain ; A, Attaquant
- 2 : Nationalité sportive, certains joueurs possédant une double-nationalité
- 3 : sélection la plus élevée obtenue

## Équipe-type
Il s'agit de la formation la plus courante rencontrée en championnat.

## Rencontres de la saison

### Liste
| Match | Date         | Compétition                             | Tour                                    | Adversaire       | Lieu ¹ | Score     | Class.    | Buteurs pour le Stade rennais                  |
| ----- | ------------ | --------------------------------------- | --------------------------------------- | ---------------- | ------ | --------- | --------- | ---------------------------------------------- |
| 1     | 23 août      | Division 2 - Groupe A                   | 1                                       | Boulogne-sur-Mer | E      | 2-1       | 4         | Pokou A. Bernard                               |
| 2     | 29 août      | Division 2 - Groupe A                   | 2                                       | Rouen            | D      | 5–0       | 1         | Pokou Delamontagne                             |
| 3     | 6 septembre  | Division 2 - Groupe A                   | 3                                       | Hazebrouck       | E      | 0-0       | 2         |                                                |
| 4     | 13 septembre | Division 2 - Groupe A                   | 4                                       | Tours            | D      | 5–1       | 1         | Pokou Dell'Oste Laurent (csc)                  |
| 5     | 20 septembre | Division 2 - Groupe A                   | 5                                       | Laval            | E      | 0–2       | 1         |                                                |
| 6     | 27 septembre | Division 2 - Groupe A                   | 6                                       | Amiens           | D      | 6-1       | 1         | Poli Simon Pokou Dell'Oste                     |
| 7     | 4 octobre    | Division 2 - Groupe A                   | 7                                       | Paris FC         | E      | 4-1       | 1         | Simon Pokou A. Bernard                         |
| 8     | 11 octobre   | Division 2 - Groupe A                   | 8                                       | Angoulême        | D      | 3–1       | 1         | Guermeur Simon Pokou                           |
| 9     | 18 octobre   | Division 2 - Groupe A                   | 9                                       | Caen             | E      | 2–2       | 1         | Anafal Pokou                                   |
| 10    | 25 octobre   | Division 2 - Groupe A                   | 10                                      | Sedan            | D      | 3–0       | 1         | Guermeur Pokou                                 |
| 11    | 31 octobre   | Division 2 - Groupe A                   | 11                                      | Brest            | E      | 6–0       | 1         | Poli Guermeur Simon Pokou Dell'Oste A. Bernard |
| 12    | 8 novembre   | Division 2 - Groupe A                   | 12                                      | Châteauroux      | D      | 1-1       | 1         | Dell'Oste                                      |
| 13    | 15 novembre  | Division 2 - Groupe A                   | 13                                      | Dunkerque        | E      | 1-2       | 1         | A. Bernard                                     |
| 14    | 22 novembre  | Division 2 - Groupe A                   | 14                                      | Malakoff         | D      | 2–0       | 1         | Anafal Dell'Oste                               |
| 15    | 29 novembre  | Division 2 - Groupe A                   | 15                                      | Fontainebleau    | E      | 1-2       | 2         | Cougé                                          |
| 16    | 7 décembre   | Division 2 - Groupe A                   | 16                                      | Cholet           | E      | 1-0       | 1         | Guermeur                                       |
| 17    | 14 décembre  | Division 2 - Groupe A                   | 17                                      | Lorient          | D      | 2-0       | 2         | Simon Cougé                                    |
| 18    | 21 décembre  | Coupe de France                         | 6e tour                                 | Orléans          | D      | 5-0       | 5-0       | Guermeur Simon Cougé et ?                      |
| 19    | 10 janvier   | Coupe de France                         | 7e tour                                 | Véloce vannetais | E      | 2-2 a.p.² | 2-2 a.p.² | Guermeur                                       |
| 20    | 18 janvier   | Division 2 - Groupe A                   | 18                                      | Rouen            | E      | 1–0       | 1         | Simon                                          |
| 21    | 25 janvier   | Division 2 - Groupe A                   | 19                                      | Hazebrouck       | D      | 2–1       | 1         | Cougé Dell'Oste                                |
| 22    | 31 janvier   | Coupe de France                         | 1/32 finale                             | Juvisy           | N      | 6-0       | 6-0       | Poli Simon Cougé Dell'Oste                     |
| 23    | 8 février    | Division 2 - Groupe A                   | 20                                      | Tours            | E      | 1–0       | 1         | Cougé                                          |
| 24    | 14 février   | Division 2 - Groupe A                   | 21                                      | Laval            | D      | 3-2       | 1         | Wilim Cougé                                    |
| 25    | 22 février   | Division 2 - Groupe A                   | 22                                      | Amiens           | E      | 0–0       | 1         |                                                |
| 26    | 29 février   | Coupe de France                         | 1/16 finale aller                       | Metz             | E      | 0-2       | 0-2       |                                                |
| 27    | 5 mars       | Coupe de France                         | 1/16 finale retour                      | Metz             | D      | 0-0       | 0-0       |                                                |
| 28    | 13 mars      | Division 2 - Groupe A                   | 23                                      | Paris FC         | D      | 3–2       | 1         | Anafal Delamontagne                            |
| 29    | 19 mars      | Division 2 - Groupe A                   | 24                                      | Angoulême        | E      | 2-2       | 1         | Wilim                                          |
| 30    | 26 mars      | Division 2 - Groupe A                   | 25                                      | Caen             | D      | 1–2       | 2         | Anafal                                         |
| 31    | 3 avril      | Division 2 - Groupe A                   | 26                                      | Sedan            | E      | 2-2       | 2         | Wilim A. Bernard                               |
| 32    | 10 avril     | Division 2 - Groupe A                   | 27                                      | Brest            | D      | 6–1       | 1         | Wilim Delamontagne                             |
| 33    | 17 avril     | Division 2 - Groupe A                   | 28                                      | Châteauroux      | E      | 0-1       | 1         |                                                |
| 34    | 24 avril     | Division 2 - Groupe A                   | 29                                      | Dunkerque        | D      | 3–0       | 1         | Anafal Wilim A. Bernard                        |
| 35    | 1er mai      | Division 2 - Groupe A                   | 30                                      | Malakoff         | E      | 5-0       | 1         | Guermeur Wilim Delamontagne                    |
| 36    | 8 mai        | Division 2 - Groupe A                   | 31                                      | Fontainebleau    | D      | 1–3       | 1         | Wilim                                          |
| 37    | 15 mai       | Division 2 - Groupe A                   | 32                                      | Cholet           | D      | 3–1       | 1         | Arribart Wilim                                 |
| 38    | 22 mai       | Division 2 - Groupe A                   | 33                                      | Lorient          | E      | 2–1       | 1         | Guermeur Delamontagne                          |
| 39    | 29 mai       | Division 2 - Groupe A                   | 34                                      | Boulogne-sur-Mer | D      | 3–0       | 1         | Anafal Wilim                                   |
| 40    | 3 juin       | Division 2 - Match des champions aller  | Division 2 - Match des champions aller  | Angers           | D      | 2–3       | 2–3       | Guermeur Wilim                                 |
| 41    | 9 juin       | Division 2 - Match des champions retour | Division 2 - Match des champions retour | Angers           | E      | 4–6       | 4–6       | Philippe Blin Poli Wilim                       |

- 1 N : terrain neutre ; D : à domicile ; E : à l'extérieur ; drapeau : pays du lieu du match international
- 2 5 - 4 aux tirs au but

## Bilan des compétitions
| Compétition     | Vainqueur final        | Débute au tour | Place ou tour final | Première rencontre | Dernière rencontre | Nombre |
| --------------- | ---------------------- | -------------- | ------------------- | ------------------ | ------------------ | ------ |
| Division 2      | Angers SCO             | 1re journée    | 2e                  | 23 août 1975       | 9 juin 1976        | 36     |
| Coupe de France | Olympique de Marseille | 6e tour        | 1/16 de finale      | 21 décembre 1975   | 5 mars 1976        | 5      |

### Division 2 - Groupe A

#### Classement
| Rang | Équipe  | Pts | J  | G  | N | P  | Bp | Bc | Diff | Bon |
| ---- | ------- | --- | -- | -- | - | -- | -- | -- | ---- | --- |
| 1    | Rennes  | 60  | 34 | 22 | 6 | 6  | 82 | 32 | +50  | 10  |
| 2    | Laval   | 57  | 34 | 21 | 8 | 5  | 71 | 28 | +43  | 7   |
| 3    | Lorient | 45  | 34 | 15 | 9 | 10 | 55 | 36 | +19  | 6   |
| 4    | Rouen   | 45  | 34 | 17 | 2 | 15 | 60 | 48 | +12  | 9   |

- 1 : Promu en Division 1
- 2 : Barragiste avec le 2e du Groupe B

#### Résultats
| Total  | Total   | Total | Total | Total | Total | Total | Total | Domicile | Domicile | Domicile | Domicile | Domicile | Domicile | Extérieur | Extérieur | Extérieur | Extérieur | Extérieur | Extérieur |
| Matchs | Points  | V     | N     | D     | BP    | BC    | Diff. | V        | N        | D        | BP       | BC       | Diff.    | V         | N         | D         | BP        | BC        | Diff.     |
| ------ | ------- | ----- | ----- | ----- | ----- | ----- | ----- | -------- | -------- | -------- | -------- | -------- | -------- | --------- | --------- | --------- | --------- | --------- | --------- |
| 34     | 50(+10) | 22    | 6     | 6     | 82    | 32    | +50   | 14       | 1        | 2        | 52       | 16       | +36      | 8         | 5         | 4         | 30        | 16        | +14       |

#### Résultats par journée
| Journée   | 01 | 02 | 03 | 04 | 05 | 06 | 07 | 08 | 09 | 10 | 11 | 12 | 13 | 14 | 15 | 16 | 17 | 18 | 19 | 20 | 21 | 22 | 23 | 24 | 25 | 26 | 27 | 28 | 29 | 30 | 31 | 32 | 33 | 34 |
| --------- | -- | -- | -- | -- | -- | -- | -- | -- | -- | -- | -- | -- | -- | -- | -- | -- | -- | -- | -- | -- | -- | -- | -- | -- | -- | -- | -- | -- | -- | -- | -- | -- | -- | -- |
| Terrain   | E  | D  | E  | D  | E  | D  | E  | D  | E  | D  | E  | D  | E  | D  | E  | E  | D  | E  | D  | E  | D  | E  | D  | E  | D  | E  | D  | E  | D  | E  | D  | D  | E  | D  |
| Résultats | V  | V  | N  | V  | D  | V  | V  | V  | N  | V  | V  | N  | D  | V  | D  | V  | V  | V  | V  | V  | V  | N  | V  | N  | D  | N  | V  | D  | V  | V  | D  | V  | V  | V  |
| Points    | 2  | 5  | 6  | 9  | 9  | 12 | 15 | 17 | 18 | 21 | 24 | 25 | 25 | 27 | 27 | 29 | 31 | 33 | 35 | 37 | 39 | 40 | 42 | 43 | 43 | 44 | 47 | 47 | 50 | 53 | 53 | 55 | 57 | 60 |
| Place     | 4  | 1  | 2  | 1  | 1  | 1  | 1  | 1  | 1  | 1  | 1  | 1  | 1  | 1  | 2  | 1  | 2  | 1  | 1  | 1  | 1  | 1  | 1  | 1  | 2  | 2  | 1  | 1  | 1  | 1  | 1  | 1  | 1  | 1  |

Source : Liste des rencontres

Terrain : D = Domicile ; E = Extérieur. Résultat: D = Défaite ; N = Nul ; V = Victoire.